# Mstinioidea
Mstinioidea es una superfamilia de foraminíferos
cuyos taxones han sido tradicionalmente incluidos en la superfamilia Tournayelloidea, del suborden Fusulinina del orden Foraminiferida, o bien en el orden Fusulinida de la clase Foraminifera. Su rango cronoestratigráfico abarca desde el Tournaisiense (Carbonífero inferior) hasta el Moscoviense (Carbonífero superior).

## Discusión
Clasificaciones más recientes incluyen Mstinioidea en el suborden Tournayellina, del orden Tournayellida, de la subclase Fusulinana y de la clase Fusulinata.

## Clasificación
Mstinioidea incluye a la siguiente familia:
- Familia Mstiniidae